# Nicholas Berg
Nicholas Evan Berg (West Cheseter, 2 aprile 1978 – Baghdad, 7 maggio 2004) è stato un imprenditore statunitense specializzato nella riparazioni di torri radio che si recò in Iraq dopo l'invasione dell'Iraq nel 2003 da parte degli Stati Uniti. Fu rapito e decapitato, secondo un video pubblicato nel maggio 2004 da militanti islamici in risposta alle torture effettuate sui prigionieri iracheni nella prigione di Abu Ghraib da parte di militari dell'esercito statunitense. La CIA affermò che Berg fu assassinato da Abu Musab al-Zarqawi. Il video della decapitazione fu pubblicato su Internet, secondo quanto riferito da Londra, su una homepage ospitata dalla Malaysia dell'organizzazione islamista Jama'at al-Tawhid wal-Jihad.

## Biografia
Nicholas Evan Berg nacque il 2 aprile 1978 a West Chester, in Pennsylvania, da una famiglia di religione ebraica. Nel 1996 si diplomò presso la Henderson High School di West Chester, dopodiché frequentò la Cornell University per poi abbandonare gli studi. Prese lezioni presso la Drexel University nel 1998 e nel 1999 Berg frequentò sessioni estive nel campus dell'University of Pennsylvania. In seguito frequentò l'Università dell'Oklahoma a Norman, senza conseguirne la laurea. Nel 2002, con i membri della famiglia, Berg creò l'azienda Prometheus Methods Tower Service. Ispezionò e ricostruì antenne di comunicazione e in precedenza visitò il Kenya e l'Uganda. Istituì in Kenya anche una filiale della sua azienda, la Prometheus Tower Services Inc.

### L'incarico in Iraq e la morte
Giovane uomo d'affari statunitense di origine ebraica, Nick Berg fu rapito e poi brutalmente decapitato da terroristi fondamentalisti in Iraq, dove era impegnato nel settore delle telecomunicazioni. Aveva 26 anni. L'esecuzione sarebbe stata eseguita da Abu Musab al-Zarqawi, secondo informazioni fornite dalla CIA. Si disse che i terroristi avevano trucidato Berg per vendicare le vittime delle torture perpetrate da alcuni militari statunitensi nella prigione di Abu Ghraib.

### Reazioni all'esecuzione
L'8 giugno 2006, all'indomani della morte di Zarqawi a seguito di un attacco aereo statunitense, il padre di Nick Berg dichiarò di non essere certo che Zarqawi avesse assassinato il figlio e attribuì polemicamente la responsabilità morale dell'omicidio all'amministrazione di George W. Bush e ai maneggi di Donald Rumsfeld in particolare. Il padre di Nick Berg spiegò che la morte di Zarqawi era una "duplice tragedia" per la famiglia del terrorista fondamentalista e profetizzò anche che sarebbe stata all'origine di nuove violenze in Iraq.